# Eldik
Eldik is een buurtschap in de Nederlandse gemeente Neder-Betuwe, gelegen in de provincie Gelderland. Het ligt ten oosten van Ochten.

## Oorlogsmonument
Op 3 mei 1999 werd een gedenknaald onthuld door C. J. P. van Westreenen namens de Adriaan van Westreenenstichting. Het monument herdenkt de 24 inzittenden van een geallieerde Dakota, die op 18 september 1944 op weg naar Arnhem door Duits afweergeschut werd neergehaald. Aan boord waren 6 Amerikaanse bemanningsleden en 18 Engelse parachutisten. Ze werden door de bevolking begraven.

De Amerikanen werden later herbegraven op de Amerikaanse begraafplaats Neuville in België, de Engelsen op begraafplaats Jonkerbos in Nijmegen.
Dorpen: Dodewaard · Echteld · IJzendoorn · Kesteren · Ochten · Opheusden

Buurtschappen: Den Akker · Eldik · Hien · Hoogbroek · Lakemond (deels) · Lede en Oudewaard · Ooij · Pottum · Wely

Gelderland: Steden en dorpen in Gelderland      Nederland: Provincies · Gemeenten